# Det skæve skib
Det skæve skib er en dansk dokumentarfilm fra 2002 med instruktion og manuskript af Emil Øigaard og Lasse Spang Olsen.

## Handling
Denne artikel mangler et handlingsreferat. Hjælp os med at skrive det.